# 大野博士事件
大野博士事件（おおのはくしじけん）とは、1923年3月に発覚した強姦・堕胎未遂事件。坐薬強姦事件とも呼ばれる。
女子の性的無知につけこんだ卑劣な事件として当時のマスコミで大きく報道された。日本の学校教育における性教育に関する議論の端緒となった事件でもある。

## 概要

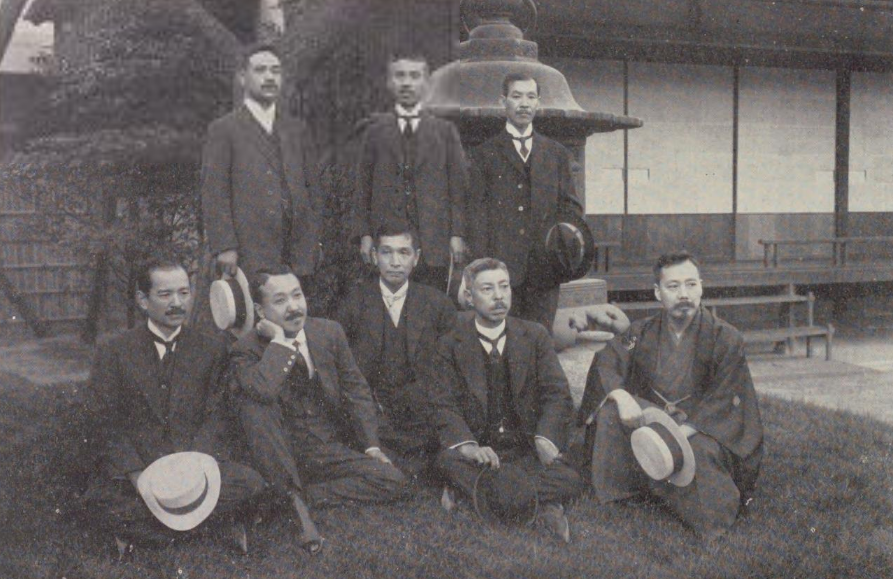
被害者の父親・小倉鎮之助（写真中央）は安田財閥の幹部。事件当時42歳。事件後『婦人世界』に「不幸の娘を純潔に生かすまで」と題した手記を寄せ、「娘を処女として立派に育てるため、芝居や映画、小説、女性雑誌など一切の刺激から娘を遠ざけた私に罪がある」と述べた

横浜市本牧町の医学博士大野禧一（当時49歳）は、同市に住む小倉鎮之助（群馬電力社長）六女の哲子（18歳、女学生）に1922年8月から気管支疾患の治療を施していたが、性に関する哲子の無知につけ込み、「陰部が糜爛しており、胸部の疾患に影響するおそれがあるのでこれを治し、また月経を順調にするため陰部に座薬を挿入する必要がある」と虚偽の説明をおこない、同年12月下旬まで3回にわたり小倉家の治療室で密かに強姦を繰り返した。この結果、1923年1月、哲子は妊娠3ヶ月の身重となっていることが判明した。
これを隠蔽しようとした大野は、哲子の母親に「哲子さんに月経がないのはポリープのためなので治療を施す」と虚偽の説明をおこない、同年2月21日、2寸5分の針金を二重に折り曲げたものを哲子の陰部に挿入し堕胎を図ったがその夜、哲子は局部に激しい痛みを訴えそのまま寝込んでしまった。不審に思った両親が問い詰めると彼女は告白し一連の犯行が小倉家に露見。翌日、医師に診察され産婦人科で器具が取り出された。胎児や母体に影響はなかったが激怒した両親は弁護士に依頼し横浜地裁に告発した。事件が明るみに出ると新聞各紙は大野を非難し人々は激怒して自宅へ罵倒に押し掛け投石もした。
大野は強姦ならびに堕胎未遂の容疑で逮捕された。横浜地裁で行われた第一審では強姦と堕胎未遂が認定されて懲役6年の判決を受けた。控訴院での二審では強姦については無罪とされ（被害者が合意しての和姦であったが、発覚後に被害者が親に事実を打ち明けなかったとの判断）、堕胎未遂のみ有罪で懲役1年という判決を受けた。大審院での第三審は二審判決を破棄し、一審と同様に強姦と堕胎未遂の両方を認定したが、医師免許を返上して貧民診療の手伝いをしているなど反省が見られるとして減刑し、懲役3年の実刑判決を下した。
大野博士事件の直後には、作家の島田清次郎がファンの女学生を陵辱したとする「島清事件」が起こっており、大野博士事件は島清事件とともに当時のマスコミに大きく取り上げられた。女子の性的無知につけ込んだ事件の連続は、当時の学校・家庭において女子の性教育が行われていなかったが故に起こった事件とされ、女子の性教育の必要性、あるいはその是非に関する大きな議論に発展し、有識者や学校も巻き込んで新聞・雑誌上で盛んに議論が行われた。

## 備考
大野禧一は、熊本出身で、東京帝国大学卒業後、ドイツ留学を経て博士号を取得し、事件当時は日本海員掖済会横浜主張所附属病院の内科部長を務めていた。自宅でも診療を行っていた。